# Оболенский, Иван Михайлович (1853)
Князь Ива́н Миха́йлович Оболе́нский (14 ноября 1853, Москва — 27 февраля [12 марта] 1910, Санкт-Петербург) — губернатор харьковский и херсонский, финляндский генерал-губернатор (1904—1905).

## Биография
Происходил из симбирской ветви Оболенских. Родился 2 (14) ноября 1853 года в Москве в семье князя Михаила Александровича Оболенского.
Образование получил в Морском кадетском корпусе, откуда был выпущен в 1875 году мичманом, и более пяти лет прослужил во флоте, в том числе на императорских яхтах «Держава» и «Александрия». Во время Русско-турецкой войны служил на фрегате «Светлана», и вместе с двумя другими мичманами с фрегата (Щербатов и Эбилинч) был командирован в отряд капитан-лейтенанта Ф. В. Дубасова на миноносный катер «Князь Пожарский». Ночью 23 сентября 1877 года отряд вывел из Петрошан три паровых катера и румынскую канонерку «Флуджерул», затем с помощью брандеров сожгли материалы заготовленные турками для строительства переправы через Дунай, стоявшие там турецкие суда также сгорели. За отличия при проводке брандеров на турецкие суда и мост был награждён орденом Святой Анны 4-й степени с надписью «за храбрость». Также был награждён румынским железным крестом. Вышел в отставку 21 апреля 1881 года в чине лейтенанта.
В декабре 1882 года вернулся на службу и был избран симбирским уездным предводителем дворянства. Также состоял почётным мировым судьёй, председателем съезда мировых судей и гласным губернского земства. Симбирским уездным предводителем дворянства состоял до 1895 года. С 1887 года исправлял должность симбирского губернского предводителя дворянства; выставленный старшим кандидатом на пост, был утверждён в этой должности 12 января 1889 года; в этом же году был пожалован в камергеры. В 1896 году был удостоен придворного звания «в должности шталмейстера». 14 мая 1896 года был произведён в действительные статские советники.
Был назначен 13 июня 1897 года херсонским губернатором. На этом посту удостоился высочайшей благодарности за энергичные действия по прекращению антиеврейских беспорядков, возникших в Николаеве в 1899 году.
В 1901 году был пожалован чином шталмейстера.
14 января 1902 года назначен харьковским губернатором. Получил известность решительным подавлением крупных крестьянских беспорядков в Валковском уезде, за что был награждён орденом Святого Владимира 2-й степени. Боевая организация партии социалистов-революционеров устроила покушение на него: 29 июля 1902 года в саду «Тиволи» Фома Качура выстрелил несколько раз, но промахнулся, и Оболенский был только легко ранен. Будучи задержан, Качура назвал себя членом «Боевой организации» и заявил, что действовал по её постановлению.
31 марта 1903 года был уволен с должности губернатора с назначением состоять при министре внутренних дел. Председательствовал в предварительной комиссии по пересмотру прав евреев. В июле 1904 года был назначен на пост финляндского генерал-губернатора после убийства генерала Н. И. Бобрикова. На этом посту повёл умиротворительную политику.

Таким образом кн. Оболенский был к всеобщему удивлению назначен финляндским ген.-губернатором… Кн. Оболенский был не глупый и хороший человек, но не особенно серьёзный и страшный балагур, причем для балагурства готов был часто фантазии смешивать с истиной. Его даже в семействе Оболенских иначе не звали, как Ваня Хлестаков.— Витте С. Ю. Царствование Николая II, глава 60 // Воспоминания. — М.: Соцэкгиз, 1960. — Т. 3. — С. 272. — 75 000 экз.
Был крупным землевладельцем: родовое имение в Бессарабской губернии в 3000 десятин земли, 2300 десятин в Казанской губернии, 1059 десятин в Симбирской губернии; за женой числилось: родовое имение в Симбирской губернии в 4924 десятин, а также имения в Казанской (4000 десятин) и Самарской (14500 десятин) губерниях.
Умер в Санкт-Петербурге 27 февраля (12 марта) 1910 года. Похоронен в своём имении близ села Ивановка в Симбирской губернии.

## Семья
Был женат на Александре Николаевне Топорниной (1861—1945). Их дети:
- Мария (1883—1943), замужем за Дмитрием Ивановичем (1880—1967), сыном И. А. Звегинцова
- Клавдия (1893—1983)
- Николай.